# Denis Dufour
Denis Dufour (Lione, 9 ottobre 1953) è un compositore francese.
Si dedica inoltre all'insegnamento, all'organizzazione di festival e seminari e dirige formazioni musicali.

## Biografia
Inizia i suoi studi presso il CNR di Lione nel 1972 e successivamente frequenta il CNSM di Parigi (1974-1979). Ha come insegnanti Michel Philippot e Ivo Malec (composizione strumentale), Claude Ballif (analisi), Guy Reibel e Pierre Schaeffer (composizione elettroacustica).
Divenuto assistente nello stesso Istituto, crea nel 1980 all'interno del CNR di Lione la classe di composizione acusmatica e strumentale di cui sarà docente titolare per circa quindici anni.
Ricercatore e membro dell'Ina-GRM per oltre un ventennio, assiste in studio i compositori Pierre Schaeffer, Marcel Landowski, Guy Reibel e François Bayle, partecipando alla concezione di uno dei primi dispositivi di elaborazione numerica in tempo reale, il Syter e, successivamente l'Acousmographe. Si dedica inoltre intensamente, negli anni ottanta e nella prima metà degli anni novanta, alla composizione di opere strumentali, sia tradizionali che elettroaucustiche, sulla scia del suo maestro Pierre Schaeffer. È questa l'epoca del Trio GRM-Plus (ribattezzato Ensemble TM), del collettivo di compositori Quark, del movimento Abso-Absolument e dei concerti annuali Acore.
Organizzatore e animatore instancabile, sviluppa ulteriormente tali attività a partire dalla seconda metà degli anni novanta a Strasburgo, Lione e Perpignan, creando altri gruppi e collettivi musicali (Les Temps modernes a Lione, Linea a Strasburgo, Syntax e soprattutto Motus). L'attività di composizione risente di tale sforzo titanico intrapreso da Dufour per la diffusione delle nuove tendenze musicali (musica acusmatica, elettroacustica e, in via più generale, elettronica) inaugurate da Schaeffer ed altri e che egli stesso ha contribuito a sviluppare.
Dufour continua ad organizzare centinaia di concerti, atelier, conferenze, master class e stage in Francia e nel mondo, contribuendo attraverso accordi di partnership allo sviluppo dell'acusmatica in Giappone ed in Italia (segnatamente com Ma.r.e e Franco Degrassi a Bari). Nel 2006 lascia la direzione di Motus e di Futura a Vincent Laubeuf.
Nel 2007, è stato nominato professore di composizione elettroacustica presso il CRR di Parigi e, nel 2010, presso il PSPBB per l'Istruzione Superiore (Processo di Bologna).

## Produzione musicale
Come compositore è autore di più di 180 opere, sia strumentali che vocali, miste, acusmatiche, dal formato e dimensioni assai diversificate. Dal 2001 al 2004 è stato il primo compositore del Centro di arte contemporanea Domaine de Kerguéhennec (Morbihan).
Le sue opere sono edite su disco nelle collezioni dell'Ina-Grm, di Una Corda, di License e di Motus.

### Opere strumentali
| Anno | Nome del lavoro                                                             | Tipo di supporto | Strumentazione                                                                                                   | Durata | Opus     | Commento                                                                            |
| ---- | --------------------------------------------------------------------------- | ---------------- | --- | ------ | -------- | ----------------------------------------------------------------------------------- |
| 2011 | Poursuite                                                                   | insieme          | violino e violoncello                                                                                            | 09.30  | op.156   |                                                                                     |
| 2009 | Gaillarde                                                                   | insieme          | flauto dolce | 06.30  | op.151   |                                                                                     |
| 2008 | Flamme                                                                      | orchestrale      | orchestra sinfonica                                                                                              | 03.30  | op.141   |                                                                                     |
| 2007 | Spiritus / Stella                                                           | insieme          | 2 viola da gamba                                                                                                 | 10.00  | op.138   | ciclo Le Livre des désordres                                                        |
| 2006 | Altitude                                                                    | solo             | viola | 12.30  | op.136   |                                                                                     |
| 2005 | Oriflamme                                                                   | insieme          | sassofono e percussione                                                                                          | 12.00  | op.135   |                                                                                     |
| 2004 | Secret plié en seize dans le coffre de hune                                 | insieme          | chitarra, violino, viola e violoncello                                                                           | 05.00  | op.131   | ciclo Fantaisies romantiques et baroques/Plis de perversion                         |
| 2004 | Rainette verte                                                              | solo             | chitarra | 06.00  | op.130   | ciclo Fantaisies romantiques et baroques/Marais                                     |
| 2003 | Sphère                                                                      | orchestrale      | grande orchestra                                                                                                 | 06.30  | op.129   |                                                                                     |
| 2003 | Silex                                                                       | insieme          | flauto, clarinetto, violino, viola e violoncello                                                                 | 13.00  | op.127   |                                                                                     |
| 2002 | Mille soleils                                                               | orchestrale      | banda | 18.00  | op.123   |                                                                                     |
| 2002 | Confession                                                                  | vocale           | soprano, flauto, percussione e violoncello                                                                       | 06.00  | op.119   | testo di Thomas Brando, ciclo Le Plaisir des chants difficiles                      |
| 2002 | Dédale                                                                      | vocale           | soprano, flauto, percussione e violoncello                                                                       | 07.10  | op.118   | testo di Thomas Brando, ciclo Le Plaisir des chants difficiles                      |
| 2002 | Préhistoire                                                                 | vocale           | soprano, flauto, percussione e violoncello                                                                       | 05.10  | op.117   | testo di Thomas Brando, ciclo Le Plaisir des chants difficiles                      |
| 1998 | Orange-Cité                                                                 | insieme          | flauto, clarinetto, percussione, piano, violino, viola, violoncello e contrabasso                                | 08.30  | op.103   |                                                                                     |
| 1998 | Cinq miniatures pour Barbe Bleue                                            | vocale           | soprano, basso, flauto, clarinetto, piano, violino, viola e violoncello                                          | 12.00  | op.102   | testo di Thomas Brando                                                              |
| 1998 | Lachrymae                                                                   | insieme          | 6 violi | 25.00  | op.100   |                                                                                     |
| 1996 | Variations sur un thème de François Bayle                                   | insieme          | flauto piccolo                                                                                                   | 03.00  | op.093   |                                                                                     |
| 1996 | Trois transcriptions d'après Rameau                                         | insieme          | flauto, oboe, clarinetto, arpa, piano, violino, viola e violoncello                                              | 14.00  | op.092   |                                                                                     |
| 1996 | Excusez-moi, je meurs                                                       | insieme          | piano, percussione e violoncello                                                                                 | 06.30  | op.090   | ciclo Fantaisies romantiques et baroques/Délicieux danger                           |
| 1995 | Litanie pour les vierges                                                    | insieme          | 2 coro ragazzo e 12 archi                                                                                        | 17.00  | op.084   | testo di Thomas Brando                                                              |
| 1995 | Avalanche                                                                   | solo             | piano | 51.00  | op.082   |                                                                                     |
| 1992 | Ataraxie                                                                    | insieme          | 2 quartetti flauti dolce e flauto dolce insiemi                                                                  | 12.00  | op.076   | MA 2005                                                                             |
| 1992 | En effeuillant la marguerite                                                | solo             | oboe | 15.00  | op.075   | testo di Marc Jaffeux                                                               |
| 1992 | Archéoptéryx                                                                | insieme          | flauto, oboe, clarinetto, sassofono, trombone, fisarmonica e piano a quattro mani                                | 13.00  | op.074   |                                                                                     |
| 1992 | Cannibale                                                                   | insieme          | chitarra e campionatore                                                                                          | 07.00  | op.073   |                                                                                     |
| 1992 | Souvenir de craie                                                           | insieme          | flauto, oboe, clarinetto, sassofono, trombone, fisarmonica e piano a quattro mani                                | 04.00  | op.072   | ciclo Fantaisies romantiques et baroques/Délicieux danger                           |
| 1992 | Salamandre                                                                  | insieme          | flauto, oboe, clarinetto, arpa, violino e violoncello                                                            | 07.30  | op.070   | ciclo Fantaisies romantiques et baroques/Marais                                     |
| 1991 | Crapaud brillant                                                            | solo             | cembalo | 08.00  | op.069   | ciclo Fantaisies romantiques et baroques/Marais                                     |
| 1991 | Interruption                                                                | insieme          | flauto, sintetizzatore, violino, viola, violoncello, attore                                                      | 10.00  | op.066   | testo di Thomas Brando                                                              |
| 1991 | Torrents du miroir                                                          | vocale           | soprano, mezzo-soprano, counter-tenore, basso, flauto, sassofono, coro, trumpet, trombone, violino e contrabasso | 15.00  | op.064   | testo di Thomas Brando, ENM D03                                                     |
| 1990 | Duel                                                                        | insieme          | 2 trombe | 04.00  | op.063   |                                                                                     |
| 1990 | Chanson pensive                                                             | insieme          | flauto, flauto basso, clarinetto, corno di bassetto, clarinetto basso, viola e campionatore                      | 20.00  | op.060   |                                                                                     |
| 1990 | Hérisson cathédrale                                                         | insieme          | flauto, clarinetto, violino, violoncello, piano, celesta e cembalo                                               | 19.00  | op.059   |                                                                                     |
| 1990 | Alpage                                                                      | solo             | electronic percussione                                                                                           | 09.00  | op.061   | testo di Thomas Brando                                                              |
| 1989 | Tu sa' ch'i' so                                                             | vocale           | soprano, clarinetto, violino, viola e violoncello                                                                | 19.00  | op.057   | testo di Michelangelo                                                               |
| 1989 | Jeu délicieux                                                               | insieme          | tenore e viola                                                                                                   | 11.00  | op.056   | testo di Denis Dufour                                                               |
| 1988 | Moirures éteintes de la galaxie (Cosmophonie)                               | insieme          | clarinetto, corno, percussione, violino, violoncello e 2 sintetizzatori                                          | 20.00  | op.052   | ciclo Fantaisies romantiques et baroques/Plis de perversion                         |
| 1988 | Grenouille écarlate                                                         | solo             | chitarra | 08.00  | op.051   | ciclo Fantaisies romantiques et baroques/Marais                                     |
| 1988 | Etude pour synthétiseur                                                     | solo             | sintetizzatore                                                                                                   | 03.30  | op.049   |                                                                                     |
| 1988 | Drapé de peaux de bêtes sur le corps des héros (L'Homme au masque de craie) | vocale           | mezzo-soprano e orchestra                                                                                        | 20.00  | op.048   | testo di Thomas Brando, ciclo Fantaisies romantiques et baroques/Plis de perversion |
| 1987 | Nuit d'hiver                                                                | insieme          | oboe, clarinetto, corno, trombone, glockenspiel, arpa e 2 violoncelli                                            | 14.00  | op.047-b |                                                                                     |
| 1987 | Nuit d'hiver                                                                | insieme          | oboe, clarinetto, corno, trombone, glockenspiel, arpa, 2 violoncelli e recitante                                 | 14.00  | op.047-a | testo di Dominique Dubreuil                                                         |
| 1986 | Tandem oblique                                                              | insieme          | flauto e piano                                                                                                   | 14.00  | op.043   | Motus Aujourd'hui M298004                                                           |
| 1985 | Le Pistolet d'or                                                            | insieme          | 2 violini, 2 violas e 2 violoncelli                                                                              | 23.00  | op.039   |                                                                                     |
| 1985 | Fantaisie soluble                                                           | insieme          | clarinetto, corno, percussione, violino, violoncello e 2 sintetizzatori                                          | 14.00  | op.038   |                                                                                     |
| 1985 | Froncement des yeux de ton beau visage (1e lettre à Pinocchio)              | insieme          | violino, violoncello e sintetizzatore                                                                            | 15.00  | op.037   | ciclo Fantaisies romantiques et baroques/Plis de perversion                         |
| 1984 | Quatuor “Non parmi les anges”                                               | vocale           | soprano, violino, viola e violoncello                                                                            | 05.10  | op.032   | testo di Thomas Brando, ciclo Le Plaisir des chants difficiles                      |
| 1983 | Six mélodies                                                                | vocale           | soprano e piano                                                                                                  | 11.00  | op.029   | testo di Jean-Christophe Thomas                                                     |
| 1982 | Lèvres serviles                                                             | corale           | coro femminile                                                                                                   | 20.00  | op.024   |                                                                                     |
| 1982 | Rêve lisse                                                                  | insieme          | violino e 2 sintetizzatori                                                                                       | 12.00  | op.023   | GRM Ina 9115/9116                                                                   |
| 1981 | Dune                                                                        | insieme          | 2 flautos | 08.30  | op.021   |                                                                                     |
| 1979 | La Douceur a des cils                                                       | vocale           | soprano, alto, tenore, basso                                                                                     | 18.30  | op.017   | testo di Michel Vincent                                                             |
| 1978 | Velours des dunes infoulées (Pli de perversion /1)                          | insieme          | strumenti archi e sintetizzatore                                                                                 | 11.00  | op.011   | ciclo Fantaisies romantiques et baroques/Plis de perversion                         |
| 1978 | Souvenir de Pierre                                                          | insieme          | 3 strumenti minimo                                                                                               | 05.00  | op.010   | ciclo Fantaisies romantiques et baroques/Délicieux danger                           |
| 1977 | Concerto                                                                    | orchestrale      | violino e orchestra                                                                                              | 18.00  | op.006   |                                                                                     |
| 1977 | Boucles                                                                     | solo             | chitarra a 10 corde                                                                                              | 05.00  | op.005   |                                                                                     |
| 1977 | Le Crin s'ébruite                                                           | insieme          | viola e percussione                                                                                              | 16.00  | op.003   |                                                                                     |
| 1977 | En sursaut                                                                  | vocale           | soprano e viola                                                                                                  | 10.00  | op.002   | testo di Denis Dufour                                                               |

### Opere acusmatiche
| Anno | Nome del lavoro                                        | Genere                                                           | Strumentazione                                   | Durata | Opus     | Commento                                                                                    |
| ---- | ------------------------------------------------------ | ---------------------------------------------------------------- | ------------------------------------------------ | ------ | -------- | ------------------------------------------------------------------------------------------- |
| 2013 | In Paradisum                                           | musica                                                           | stereofonico acousmonium/altoparlanti            | 06.40  | op.164   |                                                                                             |
| 2012 | Selva                                                  | musica                                                           | stereofonico acousmonium/altoparlanti            | 06.40  | op.161   |                                                                                             |
| 2012 | Volver                                                 | musica                                                           | stereofonico acousmonium/altoparlanti            | 06.30  | op.160   |                                                                                             |
| 2012 | Syntagma                                               | musica                                                           | stereofonico acousmonium/altoparlanti            | 13.00  | op.159   | dedicato a Iannis Xenakis                                                                   |
| 2011 | Hentai                                                 | con testo                                                        | stereofonico acousmonium/altoparlanti            | 10.32  | op.158   | testo di Thomas Brando                                                                      |
| 2011 | Variations acousmatiques                               | musica                                                           | stereofonico acousmonium/altoparlanti            | 14.26  | op.157   |                                                                                             |
| 2011 | Les Invasions fantômes                                 | con testo                                                        | stereofonico acousmonium/altoparlanti            | 32.50  | op.149   | testo di Thomas Brando                                                                      |
| 2011 | Rivage de la soif                                      | con testo/ciclo Les Acousmalides                                 | stereofonico acousmonium/altoparlanti            | 10.00  | op.155   | testo di Thomas Brando                                                                      |
| 2010 | Ryoan-ji [Le Jardin de Pierre de Kyoto]                | musica/ciclo Fantaisies romantiques et baroques/Délicieux danger | stereofonico acousmonium/altoparlanti            | 10.19  | op.153   |                                                                                             |
| 2010 | The Wall                                               | musica                                                           | stereofonico acousmonium/altoparlanti            | 28.40  | op.154-a |                                                                                             |
| 2009 | Augen Licht                                            | musica                                                           | stereofonico acousmonium/altoparlanti            | 25.00  | op.147   |                                                                                             |
| 2009 | The Blob                                               | musica/ciclo Le Livre des désordres                              | stereofonico acousmonium/altoparlanti            | 10.11  | op.146   |                                                                                             |
| 2008 | PH 27-80                                               | musica                                                           | stereofonico acousmonium/altoparlanti            | 80.27  | op.144   | dedicato a Pierre Henry                                                                     |
| 2007 | Carosello                                              | musica                                                           | exadecafonico acousmonium/altoparlanti           | 08.14  | op.140   |                                                                                             |
| 2007 | Dionaea                                                | musica/ciclo Le Livre des désordres                              | stereofonico acousmonium/altoparlanti            | 10.10  | op.139   |                                                                                             |
| 2007 | L'Esprit en étoile                                     | musica/ciclo Le Livre des désordres                              | stereofonico acousmonium/altoparlanti            | 14.44  | op.137   |                                                                                             |
| 2005 | Voix Off'                                              | con testo                                                        | stereofonico+exafonico acousmonium/altoparlanti  | 91.02  | op.134   | testo di Thomas Brando                                                                      |
| 2003 | La Tour des murmures                                   | musica                                                           | exadecafonico acousmonium/altoparlanti           | 70.00  | op.128   |                                                                                             |
| 2003 | Le Tango de l'oubli                                    | musica                                                           | stereofonico acousmonium/altoparlanti            | 04.02  | op.126   |                                                                                             |
| 2003 | Sotto voce                                             | con testo                                                        | stereofonico acousmonium/altoparlanti            | 15.22  | op.125   | testo di Thomas Brando                                                                      |
| 2002 | Géométrie mystique                                     | con testo/ciclo Les Acousmalides                                 | stereofonico acousmonium/altoparlanti            | 04.28  | op.124   | testo di Thomas Brando                                                                      |
| 2002 | La Terre est ronde                                     | musica                                                           | stereofonico acousmonium/altoparlanti            | 11'05  | op.122   | Motus Acousma M303006, dedicato a Jonathan Prager                                           |
| 2002 | L'Ivre d'avril                                         | con testo/ciclo Les Acousmalides                                 | stereofonico acousmonium/altoparlanti            | 04.10  | op.121   | testo di Thomas Brando                                                                      |
| 2001 | Piano dans le ciel                                     | musica                                                           | stereofonico acousmonium/altoparlanti            | 37.00  | op.116   |                                                                                             |
| 2001 | Panique au bord de l'eau                               | con testo/ciclo Les Acousmalides                                 | stereofonico acousmonium/altoparlanti            | 06.05  | op.115   | testo di Thomas Brando                                                                      |
| 2001 | La Malédiction des flammes                             | con testo/ciclo Les Acousmalides                                 | stereofonico acousmonium/altoparlanti            | 06.11  | op.114   | testo di Thomas Brando, Licences LCScd01                                                    |
| 2001 | Berechit                                               | musica                                                           | stereofonico acousmonium/altoparlanti            | 06.00  | op.113   |                                                                                             |
| 2001 | Spirale                                                | musica                                                           | stereofonico acousmonium/altoparlanti            | 18.48  | op.112   |                                                                                             |
| 2001 | Nautilus                                               | musica                                                           | stereofonico acousmonium/altoparlanti            | 07.44  | op.111   |                                                                                             |
| 2000 | Chanson de la plus haute tour                          | con testo                                                        | stereofonico doppio acousmonium/altoparlanti     | 72.00  | op.110   | testo di Thomas Brando, voce di Pierre Henry, dedicato a Pierre Henry                       |
| 2000 | Organa                                                 | musica                                                           | stereofonico acousmonium/altoparlanti            | 09.00  | op.109   |                                                                                             |
| 2000 | Caravaggio                                             | con testo/ciclo Les Acousmalides                                 | stereofonico acousmonium/altoparlanti            | 10.00  | op.108   | testo di Thomas Brando, Licences                                                            |
| 2000 | La Nuit du Dibdak                                      | con testo                                                        | stereofonico acousmonium/altoparlanti            | 06.12  | op.107   | co-composta con Roberto Kenofsky, testo Marc Jaffeux, Studio Forum                          |
| 2000 | L'Aile de l'abeille                                    | con testo                                                        | stereofonico acousmonium/altoparlanti            | 07.00  | op.106   | testo Marc Jaffeux                                                                          |
| 1999 | Les Joueurs de sons                                    | musica                                                           | stereofonico+ exafonico acousmonium/altoparlanti | 72.00  | op.105   | co-composta con Agnes Poisson                                                               |
| 1998 | Terra incognita                                        | musica                                                           | stereofonico doppio acousmonium/altoparlanti     | 25.42  | op.101   | Motus Acousma M199005, dedicato a Pierre Schaeffer                                          |
| 1997 | Beethov'étonne                                         | musica                                                           | stereofonico acousmonium/altoparlanti            | 04.20  | op.099   |                                                                                             |
| 1997 | Lux tenebrae                                           | musica                                                           | stereofonico acousmonium/altoparlanti            | 22.14  | op.098   | Motus Acousma M199005                                                                       |
| 1997 | Ebene Sieben                                           | musica                                                           | stereofonico acousmonium/altoparlanti            | 25.40  | op.097   | Motus Acousma M199005, dedicato a Karlheinz Stockhausen                                     |
| 1997 | Le petit oiseau va sortir                              | musica                                                           | stereofonico acousmonium/altoparlanti            | 14.00  | op.096   |                                                                                             |
| 1997 | Fanfare                                                | musica                                                           | octaphonico acousmonium/altoparlanti             | 06.41  | op.094   |                                                                                             |
| 1996 | Une abeille et une perle                               | musica                                                           | stereofonico acousmonium/altoparlanti            | 13.22  | op.091   |                                                                                             |
| 1996 | Nuage de Pierre                                        | musica/ciclo Fantaisies romantiques et baroques/Délicieux danger | stereofonico acousmonium/altoparlanti            | 05.05  | op.089   |                                                                                             |
| 1996 | Bazar punaise                                          | con testo                                                        | stereofonico acousmonium/altoparlanti            | 41.26  | op.088   | testo di Thomas Brando                                                                      |
| 1996 | Elixir                                                 | musica                                                           | stereofonico acousmonium/altoparlanti            | 12.34  | op.087   | Motus Acousma M303006                                                                       |
| 1995 | Hélice                                                 | musica                                                           | stereofonico acousmonium/altoparlanti            | 11.58  | op.086   | Motus Acousma M303006                                                                       |
| 1995 | Exil                                                   | musica                                                           | stereofonico acousmonium/altoparlanti            | 12.39  | op.085   | Motus Acousma M303006                                                                       |
| 1995 | Allégorie                                              | musica                                                           | stereofonico acousmonium/altoparlanti            | 69.30  | op.083   |                                                                                             |
| 1995 | Golgotha                                               | con testo                                                        | stereofonico acousmonium/altoparlanti            | 26.50  | op.081   | testo di Thomas Brando e Marc Jaffeux                                                       |
| 1994 | Offrande ou l'être achevé                              | con testo                                                        | stereofonico acousmonium/altoparlanti            | 17.00  | op.080   | testo di Thomas Brando                                                                      |
| 1993 | Où est maintenant la forêt ?                           | musica                                                           | stereofonico acousmonium/altoparlanti            | 26.28  | op.079   | Motus Acousma M197001                                                                       |
| 1993 | Chrysalide                                             | musica                                                           | stereofonico acousmonium/altoparlanti            | 29.05  | op.078   | GRM Ina e5007                                                                               |
| 1993 | Flèches                                                | con testo                                                        | stereofonico acousmonium/altoparlanti            | 26.00  | op.077   | testo di Thomas Brando                                                                      |
| 1991 | Légende                                                | musica                                                           | stereofonico acousmonium/altoparlanti            | 25.45  | op.068   |                                                                                             |
| 1991 | Charge maximale                                        | con testo                                                        | stereofonico acousmonium/altoparlanti            | 31.50  | op.067   | testo di Thomas Brando                                                                      |
| 1989 | Cet été sur la plage (versione acusmatica)             | con testo/ciclo Les Acousmalides                                 | stereofonico acousmonium/altoparlanti            | 12.00  | op.058-b | testo di Thomas Brando                                                                      |
| 1989 | Notre besoin de consolation est impossible à rassasier | con testo                                                        | stereofonico acousmonium/altoparlanti            | 67.22  | op.054   | testo di Stig Dagerman, voce di Thomas Brando, GRM Ina c1010                                |
| 1988 | Noël toxique                                           | con testo                                                        | stereofonico acousmonium/altoparlanti            | 03.10  | op.053   | testo di Thomas Brando                                                                      |
| 1988 | Douze mélodies acousmatiques                           | musica                                                           | stereofonico acousmonium/altoparlanti            | 25.41  | op.050   | Motus Acousma M197002, dedicato a Michel Chion                                              |
| 1987 | Messe à l'usage des vieillards                         | con testo                                                        | tetrafonico acousmonium/altoparlanti             | 32.50  | op.046   | testo di Thomas Brando, Accord UnaCorda 202222                                              |
| 1987 | Musique à coudre                                       | musica                                                           | stereofonico acousmonium/altoparlanti            | 41.30  | op.045   | co-composta con Brigitte Gardet                                                             |
| 1986 | Messe à l'usage des enfants                            | con testo                                                        | tetrafonico acousmonium/altoparlanti             | 30.35  | op.044   | testo di Thomas Brando                                                                      |
| 1986 | Psaume d'Adam                                          | con testo/ciclo Les Acousmalides                                 | stereofonico acousmonium/altoparlanti            | 10.45  | op.042   | testo di Thomas Brando                                                                      |
| 1986 | Deux cartes postales                                   | musica                                                           | stereofonico acousmonium/altoparlanti            | 08.35  | op.041   |                                                                                             |
| 1984 | Le Labyrinthe de l'amour /1                            | musica                                                           | stereofonico acousmonium/altoparlanti            | 03.35  | op.035   | Licences                                                                                    |
| 1984 | Dix portraits                                          | musica                                                           | stereofonico acousmonium/altoparlanti            | 38.20  | op.031-b | Motus Acousma M197002                                                                       |
| 1983 | Colloque                                               | musica                                                           | stereofonico acousmonium/altoparlanti            | 15.07  | op.030   |                                                                                             |
| 1983 | Suite bleue                                            | musica                                                           | stereofonico acousmonium/altoparlanti            | 19.20  | op.027   | Accord UnaCorda 202222                                                                      |
| 1983 | Le Lis vert                                            | musica                                                           | stereofonico acousmonium/altoparlanti            | 37.00  | op.026   | Motus Acousma M306011                                                                       |
| 1982 | Entre dames                                            | musica                                                           | stereofonico acousmonium/altoparlanti            | 19.30  | op.025   |                                                                                             |
| 1981 | Suite en trois mouvements                              | musica                                                           | stereofonico acousmonium/altoparlanti            | 21.13  | op.022   | Motus Acousma M303006                                                                       |
| 1980 | L'Apocalypse d'Angers                                  | con testo                                                        | stereofonico acousmonium/altoparlanti            | 50.30  | op.019-a | testo selezionato Benjamin Duvshani dalla Apocalisse di Giovanni, voce di Benjamin Duvshani |
| 1979 | Rond de jambe                                          | musica                                                           | stereofonico acousmonium/altoparlanti            | 08.05  | op.015   |                                                                                             |
| 1978 | Bocalises, grande suite                                | musica                                                           | stereofonico acousmonium/altoparlanti            | 36.43  | op.008   | Motus Acousma M306011                                                                       |
| 1977 | Bocalises, petite suite                                | musica                                                           | stereofonico acousmonium/altoparlanti            | 19.02  | op.007   | Accord UnaCorda 202222, Eferp 97-2, GRM Ina c1000                                           |
| 1976 | Etude de composition /1                                | musica                                                           | stereofonico acousmonium/altoparlanti            | 04.46  | op.001   |                                                                                             |

### Opere elettroacustiche (miste, live electronic)
| Anno | Nome del lavoro                                                   | Tipo di supporto | Strumentazione                                                                          | Durata | Opus     | Commento                                                                   |
| ---- | ----------------------------------------------------------------- | ---------------- | --------------------------------------------------------------------------------------- | ------ | -------- | -------------------------------------------------------------------------- |
| 2012 | Accordéon                                                         | vocale           | voce e stereofonico acousmonium/altoparlanti                                            | 03.24  | op.162   |                                                                            |
| 2012 | Post mortem (Et puis paf !)                                       | vocale           | coro e stereofonico acousmonium/altoparlanti                                            | 08.21  | op.163   | testo Thomas Brando                                                        |
| 2009 | La Chasse à l'ombilic                                             | insieme          | voce recitante, violino, viola, violoncello e stereofonico acousmonium/altoparlanti     | 11.06  | op.152   | testo Thomas Brando                                                        |
| 2009 | Face aux ténèbres                                                 | insieme          | alto sassofono, percussione, piano e stereofonico acousmonium/altoparlanti              | 10.14  | op.150   | ciclo Le Livre des désordres                                               |
| 2009 | L'Attente des nuages                                              | vocale           | contralto e stereofonico acousmonium/altoparlanti                                       | 38.15  | op.148   | testo Thomas Brando                                                        |
| 2008 | Acid Folk                                                         | insieme          | clarinetto, violoncello e stereofonico acousmonium/altoparlanti                         | 42.00  | op.145   |                                                                            |
| 2008 | Heimliches Licht                                                  | solo             | flauto e stereofonico acousmonium/altoparlanti                                          | 07.25  | op.143   | ciclo Le Livre des désordres                                               |
| 2008 | Noir                                                              | solo             | piano e stereofonico acousmonium/altoparlanti                                           | 06.00  | op.142   | ciclo Le Livre des désordres                                               |
| 2005 | Salves                                                            | insieme          | flauto, sassofono, percussione, piano e stereofonico acousmonium/altoparlanti           | 35.00  | op.133   |                                                                            |
| 2004 | Deux rainettes vertes                                             | insieme          | 2 chitarre e acousmonium/altoparlanti                                                   | 10.10  | op.132   | ciclo Fantaisies romantiques et baroques/Marais                            |
| 2002 | L'Heure exacte                                                    | insieme          | clarinetto, sassofono, trombone, piano e stereofonico acousmonium/altoparlanti          | 13.00  | op.120   |                                                                            |
| 1999 | Organe                                                            | solo             | organ e stereofonico acousmonium/altoparlanti                                           | 12.00  | op.104   |                                                                            |
| 1997 | Le Mystère des tornades                                           | insieme          | oboe, arpa, viola, violoncello e stereofonico acousmonium/altoparlanti                  | 25.30  | op.095   |                                                                            |
| 1992 | Collection de timbres                                             | solo             | organ e stereofonico acousmonium/altoparlanti                                           | 25.00  | op.071   | testo Thomas Brando                                                        |
| 1991 | Tom et la Licorne                                                 | vocale           | solo voices, vocal quartet, strumentali ensemble, stereofonico acousmonium/altoparlanti | 90.00  | op.065   | testo Thomas Brando                                                        |
| 1990 | Le Labyrinthe de l'amour /2                                       | insieme          | jazz ensemble e stereofonico acousmonium/altoparlanti                                   | 21.00  | op.062   |                                                                            |
| 1989 | Cet été sur la plage                                              | insieme          | oboe e stereofonico acousmonium/altoparlanti                                            | 12.00  | op.058-a | testo Thomas Brando                                                        |
| 1989 | Tulipe                                                            | insieme          | corno e stereofonico acousmonium/altoparlanti                                           | 07.20  | op.055   |                                                                            |
| 1984 | Ourlé du lac à la première goutte de pluie (Pli de perversion /2) | insieme          | violino, sintetizzatore e dispositivo di real-time trasformazione                       | 14.00  | op.033   | ciclo Fantaisies romantiques et baroques/Plis de perversion, GRM Ina c1034 |
| 1984 | Dix portraits                                                     | insieme          | 3 sintetizzatori e stereofonico acousmonium/altoparlanti                                | 40.00  | op.031-a |                                                                            |
| 1984 | Paysage                                                           | solo             | violoncello e stereofonico acousmonium/altoparlanti                                     | 03.30  | op.034   |                                                                            |
| 1980 | La Galerie                                                        | insieme          | 3 corpo che suonano, 3 sintetizzatori e stereofonico acousmonium/altoparlanti           | 46.30  | op.020   |                                                                            |
| 1980 | L'Apocalypse d'Angers                                             | solo             | voce recitante e stereofonico acousmonium/altoparlanti                                  | 50.30  | op.019-b | testo selezionato Benjamin Duvshani dalla Apocalisse di Giovanni           |
| 1980 | J.a.ch.H.16                                                       | insieme          | 3 sintetizzatori                                                                        | 18.45  | op.018   |                                                                            |
| 1979 | Un petit qui t'aime                                               | insieme          | 3 percussioneists e stereofonico acousmonium/altoparlanti                               | 15.30  | op.016   |                                                                            |
| 1979 | Je voulais parler des oiseaux                                     | vocale           | soprano, chitarra e stereofonico acousmonium/altoparlanti                               | 40.00  | op.012   | testo Jean-Christophe Thomas e Denis Dufour                                |
| 1979 | Cueillir à l'arbre un petit garçon                                | insieme          | sassofono, sintetizzatore e dispositivo di real-time trasformazione                     | 14.00  | op.013   |                                                                            |
| 1978 | Trio                                                              | insieme          | violino, meolin, sintetizzatore e dispositivo di real-time trasformazione               | 14.00  | op.009   |                                                                            |

### Opere applicate
| Anno | Nome del lavoro                | Tipo di supporto | Strumentazione                                   | Durata | Opus     | Commento |
| ---- | ------------------------------ | ---------------- | ------------------------------------------------ | ------ | -------- | -------- |
| 2010 | Mur                            | video            | video e stereofonico acousmonium/altoparlanti    | 28.40  | op.154-b |          |
| 1986 | Exactement le contraire        | danza            | balletto e stereofonico acousmonium/altoparlanti | 69.00  | op.040   |          |
| 1985 | La Cour des immortels du désir | danza            | balletto e stereofonico acousmonium/altoparlanti | 71.05  | op.036   |          |
| 1983 | Vendredi, jour de liberté      | teatro           | teatro e stereofonico acousmonium/altoparlanti   | 25.15  | op.028   |          |
| 1979 | Le Cercle dans tous ses états  | danza            | balletto e stereofonico acousmonium/altoparlanti | 55.30  | op.014   |          |
| 1977 | Objet-danse                    | danza            | balletto e stereofonico acousmonium/altoparlanti | 93.00  | op.004   |          |